# Малефисента
Малефисента (в ранних переводах Зловредина или Дьяволина; англ. Maleficent) — главная антагонистка диснеевского мультфильма 1959 года «Спящая красавица», а также протагонистка фильма 2014 года. Она — могущественная злая ведьма, которая, разозлившись на то, что её не пригласили на крестины принцессы Авроры, насылает на ту страшное заклятие, предсказав девочке смерть от укола о веретено прялки в день её шестнадцатилетия.
Малефисента основана на персонаже злой ведьмы из сказки французского писателя Шарля Перро «Спящая красавица» (1697). В мультфильме Малефисента была озвучена американской актрисой Элеонор Одли, которая ранее озвучила леди Тремейн в другом диснеевском мультфильме «Золушка» (1950). В русском дубляже мультфильма персонаж говорит голосом Любови Казарновской.

## Создание персонажа

### История
Ещё в 1938 году Уолт Дисней впервые начал задумываться о создании мультипликационной картины по мотивам сказки французского писателя Шарля Перро «Спящая красавица», но полноценная разработка проекта началась лишь в самом начале 1950 года, а работа над сценарием началась год спустя, в 1951 году. Ранняя версия сценария во многом отличалась от истории, показанной в мультфильме в итоге: предполагалось, что Аврора будет жить взаперти в собственном замке и никуда не будет выходить. Однако Уолту Диснею не понравился этот сценарий, так как история получилась похожей на сюжеты его предыдущих мультфильмов, в частности «Белоснежки и семи гномов» и «Золушки». Тогда стали разрабатывать новые идеи и сценарии, и работа над сюжетом затянулась на целых четыре года. В итоге история принцессы, спящей в окружённом терновником замке, была заменена смесью «Белоснежки» с «Голливудской историей знакомства мальчика с девочкой».
По словам аниматора Барни Мэттинсона, персонаж Малефисенты тоже менялся: с развитием сценария «Спящей красавицы», она «становилась более и более сосредоточенной и её персонаж получался более утончённым». Однако по мнению сценаристов и аниматоров, Малефисента, одновременно, получалась несколько статичной, так как она часто произносила речи и монологи и, можно сказать, обращалась прямо к зрителям, нежели к другим персонажам. Поэтому, в сюжет решили ввести персонажа, с которым она могла бы говорить, или который мог бы её «расширять». Первоначально, в сюжет ввели говорящего стервятника с нью-йоркским акцентом, который по сюжету должен был следить за Авророй через её лесных друзей и докладывать обо всех своих наблюдениях Малефисенте. Однако сценаристам было трудно представить такого персонажа в истории, действие которой происходит в XIII—XIV в.в., и поэтому, персонаж стервятника был вскоре заменён вороном.

### Разработка образа

Один из ранних эскизов Малефисенты.

Работу над образом и анимацией Малефисенты Уолт Дисней поручил аниматору Марку Дэвису. В первоначальных набросках Малефисента изображалась старой каргой с крючковатым носом, что, однако, вполне соответствовало классической сказке о спящей красавице. Некоторые другие эскизы придавали злодейке несколько нечеловеческий вид. Но однажды Марк Дэвис нашёл в своей домашней библиотеке чехословацкую книгу о средневековом искусстве, в которой была изображена женщина, одетая в чёрную одежду с языками пламени. По словам самого аниматора, это изображение очень его заинтриговало, и он решил использовать его в качестве основы нового образа Малефисенты. Создавая новый облик злодейки, Марк Дэвис старался придать ей демонический вид и хотел, чтобы она была несколько похожа на «гигантскую летучую мышь-вампира, чтобы тем самым создавать ощущение угрозы». Кроме того, аниматор решил добавить новому облику Малефисенты пару рогов, поскольку считал, что «в ней есть что-то от дьявола». Элеонор Одли, актриса озвучившая Малефисенту, также стала прообразом внешности злодейки. Существует предположение, что прообразом для Малефисенты также послужила Майла Нурми, актриса, воплотившая на экранах образ персонажа Вампиры.
Уолт Дисней очень хотел, чтобы аниматоры старались сделать персонажей в «Спящей красавице» «настолько естественными, насколько это возможно, почти что во плоти и крови». Поэтому, чтобы добиться реалистичности персонажей, он нанимал актёров, которые служили «опорами» (живыми моделями) для аниматоров при создании персонажей. Живыми моделями для Малефисенты стали танцовщица Джейн Фаулер и озвучившая персонажа актриса Элеонор Одли.
Создание Малефисенты-дракона досталось аниматорам Эрику Клеворту, Кену Андерсону и Вольфгангу Райтерману, который также режиссировал сцену схватки принца с драконом. Марк Дэвис участие в анимировании дракона не принимал. Эрик Клеворт рассказывал, что моделировал дракона на рептилии «с огромными мускулами, передвигающей громоздкое тело по скалистой местности». Звук, который издавал дракон изрыгая пламя, был создан при помощи учебных фильмов по работе с огнеметом, которые звукооператор Джим Макдональд запросил у Армии США.

### Озвучка
На роль Малефисенты Уолт Дисней лично пригласил актрису Элеонор Одли, которая ранее озвучила леди Тремейн в мультфильме «Золушка». Однако актриса первоначально отказала Диснею, поскольку все 1950-е годы она пыталась вылечиться от туберкулёза и поэтому сомневалась, что сможет продержаться на записи голоса. Но вскоре Элеонор Одли стала чувствовать себя лучше и согласилась принять участие в озвучивании мультфильма. Сама актриса признавалась, что озвучивая Малефисенту, она «старалась быть много-контрастной, чтобы звучать мило и мерзко одновременно». Аниматоры Фрэнк Томас и Олли Джонстон в своей книге «The Disney Villain» описали, что голос Одли «затруднял, но захватывал аниматоров, когда им приходилось смешивать голосовой трек с огромным количеством инсинуаций, с яростной силой её характера».

## Появления

### «Спящая красавица»
Малефисента впервые появляется в мультфильме «Спящая красавица» в качестве главного антагониста. В одном королевстве был устроен праздник по случаю дня рождения принцессы Авроры, дочери короля Стефана и королевы Лии. В качестве почётных гостей на крестины были приглашены три добрые феи, Флора, Фауна и Мэривеза, но Малефисента не была приглашена на празднество, причём сознательно. Тогда злая фея сама является в замок вместе со своим ручным вороном и накладывает на новорождённую принцессу заклятье: в день своего шестнадцатилетия Аврора уколет палец о веретено прялки и умрёт. Колдунья заливается злорадным смехом и исчезает в языках пламени. Фее Мэривезе удаётся лишь смягчить заклятье. Если принцесса уколет палец веретеном, она не умрёт, а заснёт волшебным сном, от которого пробудится поцелуем любящего человека. Затем король Стефан приказывает сжечь все прялки, а феи забирают Аврору и прячут её от Малефисенты в маленьком лесном домике на краю леса и растят как обычную девочку.
Малефисента всё же узнаёт, что принцесса исчезла из замка, и посылает свою армию прислужников на её поиски. Но монстры - огры оказываются чрезвычайно глупыми, и все шестнадцать лет они ищут младенца, а не подросшую девушку. Колдунья приходит в ярость и при помощи волшебных молний наказывает прислужников за плохие поиски. Тогда злая фея просит о помощи своего верного и преданного друга, ворона Диабло, надеясь, что хотя бы он найдёт Аврору и поможет осуществить её зловещий замысел.
Посланный злой колдуньей ручной ворон вскоре находит лесной домик при помощи волшебства, озарявшего лес (три феи устроили между собой конфликт с использованием волшебных палочек), обнаруживает принцессу и узнаёт, что вечером она должна отправиться в замок, о чём потом он докладывает своей хозяйке. Малефисента тайком пробирается в замок и дожидается, когда феи оставят Аврору одну. Сделавшись невидимой, она гипнотизирует принцессу, 
и посредством зелёного шара заманивает её в старую каморку, где заставляет её коснуться веретена волшебной прялки. Ведьма добилась чего хотела и на глазах у фей со злорадством растворилась в воздухе. Затем злая фея устраивает засаду в лесном домике и в её лапы попадает принц Филипп. Она отводит его в свой замок на Запретной горе, откуда он выйдет на волю лишь через сто лет. Поглумившись над пленником, ведьма оставляет его один на один, и отправляется к себе в опочивальню. Феи пробираются в логово Малефисенты и освобождают юношу, вручив ему волшебный меч и щит добродетеля. Ворон поднимает тревогу и зовёт на подмогу сатиров, чтобы не дать принцу уйти. Но попытки огров ни к чему не приводят, и тогда Диабло пытается сообщить хозяйке о побеге Филиппа. В этот момент его догоняет фея Мэривеза и превращает в каменную статую.
Колдунья Малефисента просыпается от карканья ворона, в ужасе обнаруживает его превращённым в камень, и замечает убегающего на коне пленника. Она пытается отрезать ему путь на свободу и даже посредством своего волшебного посоха окружает замок Стефана стеной из колючих зарослей. Филиппу удаётся при помощи фей преодолеть это препятствие. Видя, что данная попытка потерпела крах, разгневанная колдунья появляется перед королевским замком в языках пламени и тем самым преграждает Филиппу путь. На его глазах она превращается в огромного огнедышащего дракона и вступает в схватку с принцем. Ведьма загоняет Филиппа на край горы и при помощи огненного удара лишает его щита. Злорадно смеясь, она уже готова была сбросить его со скалы в огненную пропасть. Филипп при помощи фей бросает меч в колдунью и волшебное оружие попадает прямо в сердце дракона. Поверженная Малефисента с дикой болью падает со склона вниз, и от неё остаётся лишь изорванная роба.

### Фильмы

Анджелина Джоли в роли Малефисенты.

Малефисента является основной протагонисткой фильма «Малефисента», который рассказывает её предысторию, а также показывает события диснеевской «Спящей красавицы» с её точки зрения. В этом фильме роль Малефисенты исполнила американская актриса Анджелина Джоли, которая изначально пробовалась на роль Авроры. В отличие от мультфильма, здесь злодейка показана как сугубо положительный персонаж (в частности, по отношению к главным героям — Авроре и Филиппу; образ последнего в то же время намного пассивнее, нежели в оригинале).
С детства Малефисента живёт в особой волшебной стране, Топких Болотах, в окружении различных волшебных существ. В детстве она познакомилась с мальчиком Стефаном, и между ними сразу же возникла взаимная дружба, которая с годами перерастает в нечто большее. Когда Малефисента вырастает, на Болота нападает человеческий король Генри, ненавидящий магию, но фея и другие волшебные создания встают на защиту своего дома и побеждают, а самой Малефисенте удаётся тяжело ранить короля. Некоторое время спустя к Малефисенте на Болота приходит Стефан и предупреждает её об опасности. Малефисента верит ему, и весь следующий вечер они проводят вместе, пока она не обнаруживает, что ей подлили снотворное. На утро Малефисента обнаруживает, что Стефан отрезал ей крылья, но не может понять причину этого поступка. Впав в отчаяние, Малефисента покидает Болота и забирается в развалины старого замка. Некоторое время спустя фея спасает от смерти ворона по имени Диаваль, и тот в благодарность соглашается служить ей. С его помощью Малефисента узнаёт, что Стефан украл её крылья ради того, чтобы стать следующим королём (вообще король Генри хотел смерти Малефисенты, но Стефан не решился убить подругу детства и просто отрезал ей крылья, дабы предъявить как доказательство убийства). Придя в бешенство, озлобленная фея возвращается на Болота и провозглашает себя их королевой.
Спустя несколько лет, Малефисента узнаёт, что у Стефана родилась дочь Аврора, и в день крестин является в замок и накладывает на малышку нерушимое заклятье: в день своего шестнадцатилетия принцесса уколет палец о веретено и заснёт беспробудным сном, от которого она сможет проснуться только с помощью поцелуя любви. Испугавшись за себя и за дочь, Стефан отдаёт девочку трём феям Нотграсс, Флитл и Фислвит, которые отвозят девочку глубоко в лес, а сам прячется в собственном замке. Вскоре Малефисента узнаёт, что феи вместе с Авророй прячутся в лесном домике, и, несмотря на свою неприязнь к малышке, начинает за ней приглядывать, так как феи оказываются не самыми лучшими няньками.
Когда Авроре исполняется пятнадцать лет, девушка впервые знакомится с Малефисентой, приняв её за свою фею-крёстную, и последняя в итоге показывает Авроре Болота и их обитателей. Со временем, Малефисента начинает привязываться к любознательной и дружелюбной девушке и решает снять с неё заклятье, но у неё не получается это сделать, поскольку заклятие действительно нерушимо. Проходит время, и до дня рождения Авроры остаётся один день. Желая спасти девушку от собственного заклятья, Малефисента предлагает ей поселиться на Болотах, подальше от всяких веретён. Аврора соглашается, и сообщает об этом своим «тётушкам», но феи в ответ рассказывают девушке о её происхождении, проклятии и Малефисенте. Разозлившись на Малефисенту, Аврора в тот же день возвращается в замок отца.
Малефисента понимает, что Аврора находится в опасности, и решает спасти её. Она находит Филиппа (принца, с которым познакомилась Аврора незадолго до своего дня рождения) и вместе с ним и Диавалем отправляется в замок Стефана. Фея пытается успеть спасти девушку, но не успевает: Аврора укалывает палец о волшебное веретено, и проклятье сбывается. Тайком пробравшись во дворец, Малефисента отводит Филиппа в покои Авроры и тот целует её, но принцесса не просыпается. Решив, что всё потеряно, Малефисента раскаивается в своём поступке перед спящей Авророй, и затем целует её в лоб. Девушка просыпается, поскольку Малефисента вложила в свой поцелуй крепкую материнскую любовь.
Малефисента, Аврора и Диаваль пытаются незаметно покинуть замок, но фея попадает в ловушку, устроенную Стефаном и его солдатами. Малефисента пытается спасти себя, превратив Диаваля в дракона, но тот сам попадает в ловушку. Стефан пытается убить ослабленную Малефисенту, но её успевает спасти Аврора, вернув фее её украденные крылья (которые, как выясняется, всё это время оставались живы). Малефисента вступает в битву со Стефаном и тот в итоге погибает, упав с высокой башни.
Победив Стефана, Малефисента вместе с Диавалем и Авророй возвращается на Болота, разрушает Терновую Стену и затем провозглашает Аврору новой королевой волшебного и человеческого королевств, предполагая, что девушка сможет достойно ими править.
Во втором фильме Филипп официально делает Авроре предложение, чему Малефисента не слишком рада. Однако она всё же соглашается поехать вместе с названной дочерью в замок родителей Филиппа, дабы уладить все связанные с грядущей свадьбой моменты. Вскоре у Малефисенты возникают трения с матерью Филиппа, королевой Ингрид, которая явно хочет отдалить Аврору от Малефисенты и считает её монстром и убийцей. А вскоре Малефисента вынуждена пуститься в бега, когда король Джон, отец Филиппа, становится жертвой того же самого проклятия сна; поцелуй королевы не срабатывает, и все, даже Аврора, винят Малефисенту. Филипп уговаривает мать попробовать разбудить отца поцелуем любви, но это не срабатывает.
Несчастная фея скрывается в ближайшем лесу и вскоре встречает подобных ей Тёмных Фей, которые открывают ей, что она на самом деле является носителем сил птицы Феникс. Они сообщают, что открыть их она сможет только через примирение с Авророй, но Малефисента отказывается. Тем временем Аврора узнаёт, что именно Ингрид является истинным злодеем в этой истории: она ненавидит всех волшебных созданий, поскольку винит их в смерти своего брата и злится, что Топкие Болота процветали, пока их королевство бедствовало. Он сама прокляла мужа старой веретённой иглой Малефисенты, а поцелуй не сработал из-за элементарного отсутствия любви (она презирала мужа за стремление к миру). Под конец истории Авроре удаётся примириться с Малефисентой, признав в неё свою истинную мать. Ингрид делает две попытки убить Аврору, но Малефисента с помощью в полной мере раскрытых сил феникса спасает дочь, после чего возвращается в свой нормальный вид. Видя, как Филипп прекратил конфликт между людьми и феями, она наконец благословляет его союз с Авророй. Королеву Ингрид в качестве наказания превращают в козу (до тех пор, пока она не примет мир), а короля Джона пробуждают через уничтожение иглы. В конце Малефисента отводит Аврору к свадебному алтарю, после чего возвращается на Топкие Болота, пообещав вернуться на крестины будущего внука.

### «Однажды в сказке»
В сериале Малефисента появляется в первом и втором сезонах с незначительной ролью, а в четвертом сезоне её роль стала одной из главных. Её роль исполняет актриса Кристин Бауэр. Малефисента представляется в сериале подругой Злой королевы/Реджины Миллс. В четвёртом сезоне показывают прошлое Малефисенты. Малефисента была одной из Королев Тьмы вместе с Урсулой и Круэллой Де Виль. Они были обмануты магом Румпельштильцхеном и из-за этого чуть не умерли. Потом Королевы Тьмы пытались отомстить Румпельштильцхену, но были повержены. После этого Королевы Тьмы делали всё возможное, чтобы остановить тёмное проклятие Злой королевы/Реджины Миллс. Для этого они заключили мир с Белоснежкой/Мэри Маргарет и с Прекрасным Принцем/Дэвидом, но их план рухнул. При перемирии Малефисента рассказала Снежке и Прекрасному о потенциальной тьме в их неродившимся ребёнке. Позже Малефисента одна приходит к Белоснежке/Мэри Маргарет пока та спит и просит её о помощи, чтобы остановить проклятье, раскрыв свою тайну, сказав что тоже беременна. Но Белоснежка отказывает ей в просьбе. Белоснежка и Прекрасный принц, пытаясь уберечь своё дитя, крадут ребёнка Малефисенты, после чего и ребёнок, и Стервелла, и Урсула попадают в открытый портал, а Малефисента решает, что её малыш погиб. Наслав своё проклятие, Злая Королева/Реджина Миллс берёт Малефисенту с собой в наш мир, в город Сторибрук и закрывает её в подземелье. Через 28 лет дочь Белоснежки/Мэри Маргарет Эмма Свон спускается в подземелье и убивает Малефисенту в облике дракона, чтобы спасти своего сына. В другом сезоне в подземелье спускается Капитан Крюк/Килиан Джонс и Злая Королева/Реджина Миллс там на них нападает Малефисента в своём другом облике, пытается убить Крюка, но тот одерживает над ней победу и Малефисента умирает уже окончательно. После некоторых событий в город приезжают Стервелла с Урсулой, вместе с Румпельштильцхеном/мистером Голдом они оживляют Малефисенту, которая собирается мстить Белоснежке/Мэри Маргарет. В ходе этого Королевы Тьмы с Голдом развязывают войну с героями. Позже Малефисента узнаёт, что её малышка жива, и что она в этом мире, и являлась подругой детства Эммы Свон. Малефисента после предательства Урсулы и гибели Стервеллы расторгает союз с Голдом. Вскоре дочь Малефисенты, Лили приезжает в Сторибрук и воссоединяется с матерью. Малефисента забывает про месть и рада, что её дочь с ней.

### «Наследники»
В фильме «Наследники» Малефисента является матерью Мэл, которая видит в своей дочери продолжение себя. Она является немного комичным персонажем и одновременно поехавшей чародейкой из-за жажды мести героям, по мнению Злой Королевы (матери Иви и мачехи Белоснежки). Малефисента тоскует по былым временам, но не может выбраться из острова, как и другие сказочные злодеи со своей роднёй. Её роль исполняет Кристин Ченовет

### Другие появления
Малефисента (яп. マレフィセント) является одним из основных антагонистов серии видеоигр «Kingdom Hearts». В английской версии её озвучивает Сьюзан Блэйксли, в японской — Тосико Савада. Она появляется во всех играх серии, за исключением Kingdom Hearts: 358/2.